# Warriors' Gate
Ne doit pas être confondu avec The Warriors Gate.
Warriors' Gate (La Porte des Guerriers) est le cent-treizième épisode de la première série de la série télévisée britannique de science-fiction Doctor Who. Originellement diffusé sur la BBC en quatre parties du 3 au 24 janvier 1981, cet épisode, qui conclut la trilogie se déroulant dans l'univers d'E-Space, voit la dernière apparition régulière de Lalla Ward dans le rôle de Romana et celui de John Leeson en tant que voix du robot-chien K-9.

## Accroche
Alors que le Docteur et Romana cherchent toujours un moyen de sortir de l'univers parallèle de l'E-Space, ils se retrouvent dans une sorte de néant blanc à la croisé des univers. Ils rencontrent l'équipage d'un vaisseau commandé par le cruel Rorvik. Son pilote, un Tharil, va tenter d'emprisonner le Docteur à l'intérieur d'un monde miroir.

## Distribution
- Tom Baker — Le Docteur
- Lalla Ward — Romana
- Matthew Waterhouse — Adric
- John Leeson - Voix de K-9
- Clifford Rose – Rorvik
- Kenneth Cope – Packard
- David Kincaid – Lane
- Harry Waters – Royce
- Vincent Pickering – Sagan
- Freddie Earlle – Aldo
- David Weston – Biroc
- Jeremy Gittins – Lazlo
- Robert Vowles – Le Gundan

## Résumé
À l'intérieur du TARDIS, le Docteur, Romana, Adric et K-9 tentent de sortir de l'E-space et se retrouvent piégés dans le néant entre l'E-space et le N-space (l'univers normal.) C'est à cet endroit qu'est aussi piégé un autre vaisseau dirigé par le commandant Rorvik. Leur navire est dirigé par une race esclave, les léonines Tharil, qui ont la possibilité d'être sensibles aux fluctuations du temps. Biroc, le navigateur actuel profite de l'arrivée du TARDIS à l'intérieur du néant afin de les prévenir de la menace constituée par Rorvik. Endommagés par les vents temporels, les circuits mémoriels de K-9 grillent le laissant avec un problème de mémoire à long terme.
Parti explorer le néant, le Docteur trouve un large portail qui ouvre sur une salle de banquet médiévale couverte de toile d'araignées dans laquelle se trouvent des robots primitifs ainsi qu'un large miroir. Réparant les robots le Docteur découvrent qu'ils se nomment les Gundans et ont été construits par les esclaves et utilisés pour se rebeller contre leur maîtres. Rorvik et son équipage découvrent le TARDIS. Ayant compris que Romana est sensible au temps, ils l'entraînent jusqu'à leur vaisseau et l'enchaîne afin qu'elle devienne leur nouvelle navigatrice. Tentant de la retrouver, Adric et K-9 s'aventurent hors du TARDIS et se séparent. Adric réussit à se cacher à l'intérieur du vaisseau tandis que K-9 fini par retrouver le Docteur et l'aider à réparer les Gundans. Rorvik s'introduit dans la salle avec ses hommes et menace le Docteur, tandis qu'un Gundan réanimé passe à travers un miroir. Le Docteur décide de le suivre.
À bord du vaisseau, Romana est délivrée par un autre Tharil nommé Lazlo. Se cachant, elle découvre Adric et ils découvrent que le vaisseau est fait d'une étoile naine ce qui provoque des problèmes de densité. K-9 leur révèle que le néant est en train de s'effondrer. Romana rejoint Lazlo et tous deux passent à travers le miroir. À l'intérieur, Lazlo et Biroc montrent au Docteur et à Romana leur ancienne société, où leur faculté à pouvoir se mouvoir à travers le temps faisait d'eux les maîtres, jusqu'à la révolte des Gundan. De retour dans le monde du néant, le Docteur et Romana tombent sur Rorvik et ses hommes. Ils apprennent par l'intermédiaire de K-9 que l'univers est en train de se contracter.
Alors que Rorvik et ses hommes tentent de faire repartir leur vaisseau, Lazlo réussit à réanimer les esclaves Tharils. Alors qu'il tente de partir de l'univers du néant en s'appuyant sur la propriété du miroir, le vaisseau de Rorvik explose. Les Tharils parviennent à s'enfuir et à repasser par le miroir. Romana souhaite rester avec eux pour reconstruire leur civilisation. Le Docteur lui offre K-9 pour qu'il l'assiste, puis, accompagné d'Adric, parvient à rejoindre son univers d'origine.

### Continuité
- « Full Circle » « State of Decay » et « Warriors' Gate » forment une trilogie se déroulant dans l'univers parallèle de l'E-space.
- On peut voir l'écharpe multicolore du Docteur sur son porte manteau.
- Les propriétés des briques issues d'une étoile naine sont utilisées dans la deuxième partie de L'Impossible Astronaute
- C'est la dernière fois que l'on revoit Romana dans la série. Les livres et pièces audiophoniques tirées de la série raconte qu'elle serait devenue la présidente de Gallifrey.
- C'est la dernière apparition du K-9 de type "Mark II" dans la série. Un autre exemplaire du robot chien nommé "Mark III" apparaît dans l'épisode pilote du spin-off K-9 and Company et sera revue dans « L'École des retrouvailles. »